# Prisma
Il prisma in geometria solida è un poliedro le cui basi sono due poligoni congruenti di {\displaystyle n} lati posti su piani paralleli e connessi da un ciclo di parallelogrammi (le "facce laterali").

## Nomenclatura

### Le basi
Se il poligono che forma le basi è un particolare poligono, ad esempio un triangolo, quadrato, pentagono, etc. si parla rispettivamente di "prisma triangolare", "prisma quadrato", '"pentagonale", etc. In generale, si parla di "prisma {\displaystyle n}-gonale".

### Prismi retti e obliqui
Se le facce laterali sono tutte dei rettangoli il poliedro è un "prisma retto": in questo caso infatti le facce laterali formano degli angoli retti con entrambe le basi. In caso contrario si parla di "prisma obliquo".

Prisma retto (A) e obliquo (B)

### Parallelepipedi
Un prisma che ha tutte le facce a forma di parallelogramma è un parallelepipedo. Si tratta, quindi, di un prisma le cui basi sono parallelogrammi.

### Prismi regolari
Un "prisma regolare" è un prisma retto la cui base è un poligono regolare.

## Proprietà

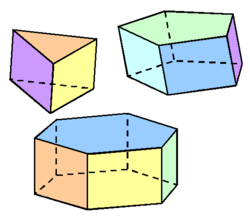
Prismi

### Dualità
Il poliedro duale di un prisma è una bipiramide.

### Volume
Il volume di un prisma è dato dal prodotto dell'area di una delle sue basi per la distanza tra i piani (paralleli) ai quali appartengono. Se il prisma è retto, questa distanza è pari alla lunghezza di uno spigolo verticale (altrimenti no).

### Simmetrie
Un prisma regolare con {\displaystyle n\neq 4} lati ha {\displaystyle 4n} simmetrie. Per {\displaystyle n=4}, se l'altezza del prisma a base quadrata è uguale al lato del quadrato di base, il prisma regolare è in realtà un cubo e le simmetrie sono di più (48), perché è possibile scambiare una faccia laterale con una base.
Più precisamente, il gruppo di simmetria di un prisma regolare con {\displaystyle n\neq 4} lati è il prodotto diretto {\displaystyle D_{2n}\times \mathbb {Z} /2\mathbb {Z} } del gruppo diedrale di ordine {\displaystyle 2n} con il gruppo ciclico di ordine 2. Il gruppo diedrale rappresenta infatti tutte le simmetrie che preservano ciascuna base, ed è quindi isomorfo al gruppo {\displaystyle D_{2n}} di simmetrie di un {\displaystyle n}-gono regolare, mentre il secondo fattore rappresenta l'isometria che scambia le due basi.

## Voci correlate

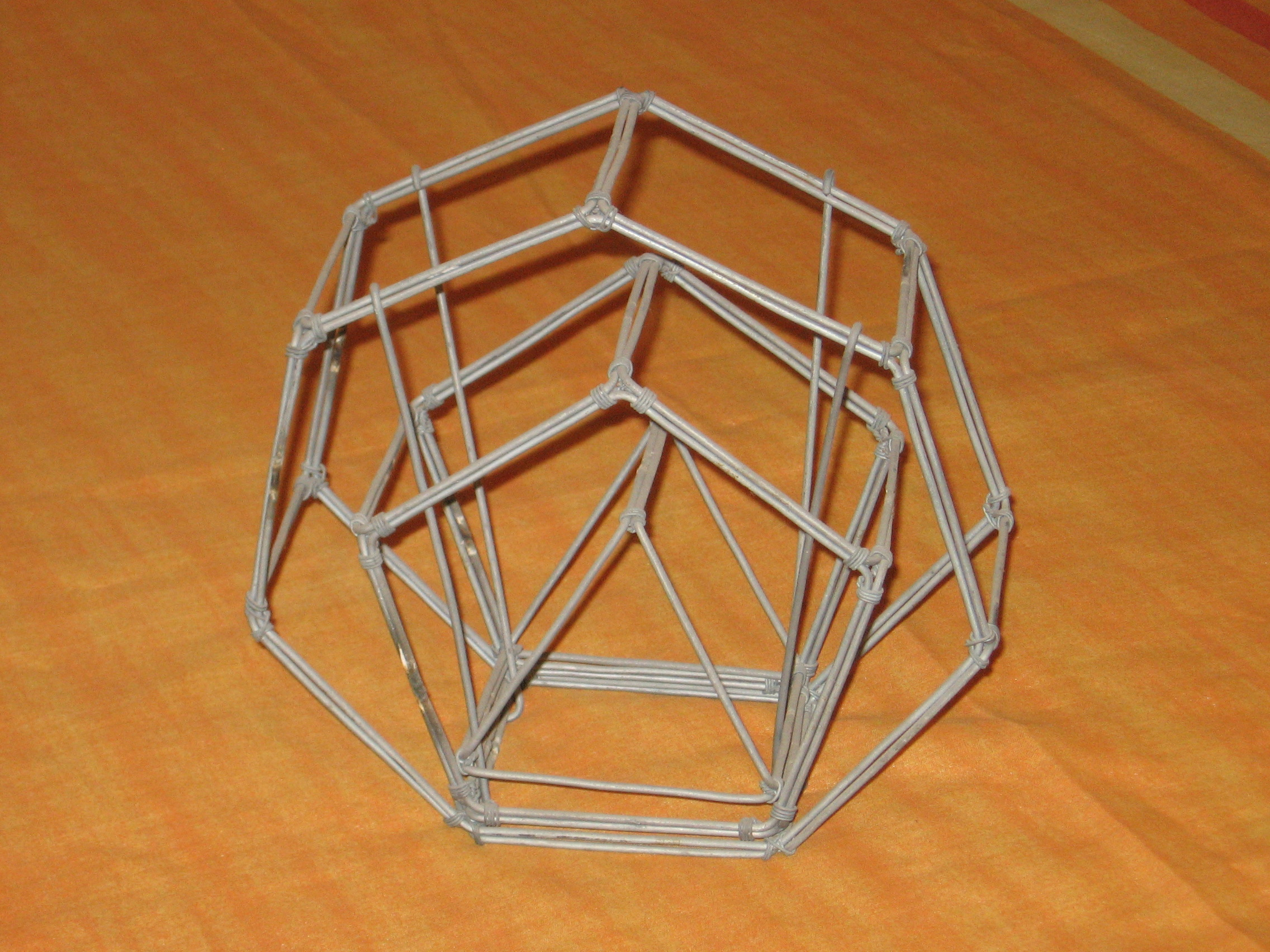
Modelli di prisma triangolare, pentagonale ed eptagonale